# Mitt Afrika
Mitt Afrika (engelska: Out of Africa) är en amerikansk biografisk romantisk dramafilm från 1985 i regi av Sydney Pollack. Filmen är baserad på Karen Blixens självbiografiska bok Den afrikanska farmen, om hennes liv i Brittiska Östafrika (nuvarande Kenya), i 1900-talets början. I rollen som Karen Blixen ses Meryl Streep, och i övriga huvudroller Robert Redford och Klaus Maria Brandauer. Filmen hade biopremiär i USA den 20 december 1985.

## Handling
År 1913 flyttar Karen Blixen från Danmark till Nairobi i Brittiska Östafrika tillsammans med sin svenske älskare baron Bror von Blixen. Väl framme i Nairobi träffar Karen den mystiske storviltjägaren Denys Finch Hatton, och med tiden blir hon förälskad i både Denys och landet.   

## Rollista i urval
- Meryl Streep – Baronessan Karen Blixen
- Robert Redford – Denys Finch Hatton
- Klaus Maria Brandauer – Baron Bror von Blixen / Hans von Blixen
- Michael Kitchen – Berkeley Cole
- Shane Rimmer – Belknap
- Malick Bowens – Farah Aden
- Joseph Thiaka – Kamante
- Stephen Kinyanjui – Chief Kinanjui
- Michael Gough – Hugh Cholmondeley, Lord Delamere
- Suzanna Hamilton – Felicity Spurway
- Rachel Kempson – Sarah, Lady Belfield
- Graham Crowden – Henry, Lord Belfield
- Benny Young – Präst
- Leslie Phillips – Sir Joseph Aloysius Byrne
- Annabel Maule – Lady Byrne
- Iman – Mariammo

## Utmärkelser
Filmen belönades med sju Oscarsstatyetter. För bästa film, bästa regi (Sydney Pollack), bästa manus efter förlaga (Kurt Luedtke ), bästa foto (David Watkin), bästa scenografi (Stephen B. Grimes och Josie MacAvin), bästa ljud (Chris Jenkins, Gary Alexander, Larry Stensvold och Peter Handford) samt bästa filmmusik (John Barry). Filmen nominerades i ytterligare fyra klasser: bästa kvinnliga huvudroll (Meryl Streep), bästa manliga biroll (Klaus Maria Brandauer), bästa klippning och bästa kostym.
Mitt Afrika tilldelades också fyra Golden Globe Awards i klasserna bästa film - drama, bästa regi, bästa manliga biroll och bästa musik. 

## Kritik
| ”                                                   | [...] Denna alltför långa film (den hade med lätthet kunnnat kortas med åtminstone en halvtimme) har sin enda styrka i de habilt fotograferade naturscenerierna och lär väl göra mera för Kenyas turistnäring än för Karen Blixens rykte. [..] Filmen når ett slags tårarnas crescendo när Karen på en engelska med pikant dansk brytning reciterar Housemans "To an Athlete Dying Young" framför Denys öppna grav. [..] Den har redan nominerats till en mängd Oscars; skulle den också få dem blir statyetten än en gång ett monument över tomhet och självgodhet. | „ |
| – Carl Rudbeck, Svenska Dagbladet, 22 februari 1986 | |   |